# Montecarmelo (metrostation)
Montecarmelo is een metrostation in het stadsdeel Fuencarral-El Pardo van de Spaanse hoofdstad Madrid. Het station werd geopend op 26 april 2007 en wordt bediend door lijn 10 van de metro van Madrid.